# توزيع بولتزمان
في الفيزياء والرياضيات, توزيع بولتزمان هو دالة لاحتمالية توزيع نظام من الجسيمات على مستويات للطاقة، هي تدعم مبدأ المجموعة المنتظمة (canonical ensemble) على شرط أن تقع ضمن التوزيع، هناك حالة خاصة من توزيع بولتزمان وهي تـُستخدم لوصف توزيع سرعات الجسيمات في الغاز وتسمى توزيع ماكسويل-بولتزمان. في صياغات رياضية أكثر عموما يسمى توزيع بولتزمان أيضا مقياس جيبس.

## مقدمة

حركة الجزيئات في الغاز المثالي (جزيئات أو ذرات نقطية(مثل النقاط)) وهي تتحرك بسرعات مختلفة بسبب الاصتدام.

يعطينا ثابت بولتزمان k متوسط طاقة الجزيئ أو الذرة في غاز مثالي تحت درجة حرارة ثابتة T :
=3/2 kT جول
وبفرض أن لدينا 1/4 مول من الغاز، يمكننا حساب الطاقة الكلية للنظام عند درجة حرارة 300 كلفن،
أولا :
عدد الدرات في ربع مول (وليكن غاز الهيليوم)== 1/4. 6,022. 10**23 == 1,5. 10**23.. جزيئ
ونظرا لأن درجة الحرارة 300 كلفن نحصل على متوسط طاقة الذرة :
== 3/2 eV) 0,039 = 300. (-5)**10. 8,6 == kT)
حيث ثابت بولتزمان eV (-5)**10. 8,6 = k
ونحصل على الطاقة الكلية للنظام :
== 039و0 (eV.. 10**23. 0,06 == 23**10. 1,5. (eV
= eV.. 21**10. 6
تعطينا الحسبة السابقة الطاقة الكلية للنظام الغازي عند درجة حرارة 300 كلفن، وتعطينا أيضا متوسط طاقة كل ذرة (طاقة حركة) وهي 039و0 إلكترون فولت (eV).
ولكن هذا الحساب تقريبي حيث يعتبر أن كل ذرة من ذرات الغاز تحمل نفس الطاقة التي قدرها 039و0 إلكترون فولت عند 300 كلفن، وهذا ليس صحثحا تماما لأن هذه هي طاقة حركة ذرات الغاز، وهذه الطاقة متغيرة من ذرة إلى ذرة لأنها تعتمد على سرعة الذرة الغاز، طبقا للعلاقة :
طاقة الحركة = 1/2 m.v2
حيث m كتلة الذرة بالكيلوجرام، و v سرعته بالمتر/ثانية.
لذلك فالمعالجة السابقة تعطينا متوسط طاقة الحركة لذرات الغاز، كما لوكانت كل ذرة تحمل نفس المقدار من الطاقة، ولكن لكي نعرف التوزيع الحقيقي لطاقة الذرات في الغاز وهو التوزيع الذي نجده عمليا ً، فعلينا التدقيق في معالجتنا لتلك المسألة. وذلك هو الداعي لكي يقوم بولتزمان لتوسيع حساباته، وهو الجزء التالي :

## التوزيع في الحالة الغازيه
نفترض أن لدينا نظام معزول مكون من مجموعة من الجسيمات عددها N عند درجة حرارة ثابتة، موزعة على عدد من مستويات الطاقة.ونفترض وجود عدد من تلك الجسيمات Ni تشغل الحالة i ومقدار طاقتها Ei. تعطينا معادلة بولتزمان التوزيع الآتي لجميع الجزيئات :
{\displaystyle {{N_{i}} \over {N}}={{g_{i}e^{-E_{i}/(k_{B}T)}} \over {Z(T)}}}
حيث :
{\displaystyle k_{B}} ثابت بولتزمان
T درجة الحرارة
{\displaystyle g_{i}} عدد يعطي عدد المستويات ذات الطاقة Ei
Ni:عدد الجزيئات ذات الطاقة {\displaystyle E_{i}}
حيث
{\displaystyle N=\sum _{i}N_{i}\,}
وتسمى (Z(T دالة التوزيع، وهي تساوي:
{\displaystyle Z(T)=\sum _{i}g_{i}e^{-E_{i}/(k_{B}T)}.}
أي أنها تعطي احتمال وجود نظام الجسيمات في تلك الحالة من حالات الطاقة.
وينطبق توزيع بولتزمان في حالة الجسيمات عند درجة حرارة عالية وكثافة منخفضة بحيث يمكن إهمال التأثيرالكمي، ان تتبع الجسيمات شروط توزيع ماكسويل-بولتزمان.
وكثيرا ما يعبر عن توزيع بولتزمان بالعلاقة β = 1/kT حيث β يسمي بيتا الحرارية.
وبالنسبة للعبارة {\displaystyle e^{-\beta E_{i}}} أو العبارة {\displaystyle e^{-E_{i}/(kT)}} فتسميان معامل بولتزمان وتظهر كثيرا في درارسة الفيزياء والكيمياء، وهي تعطي الاحنمال النسبي لتواجد الحالة الطاقية.ان التا,
وعندما تكون الحالة الطاقية للجسيم منحصرة في طاقة الحركة، نحصل على:
{\displaystyle E_{i}={\begin{matrix}{\frac {1}{2}}\end{matrix}}mv^{2},}
بهذا يعطينا هذا التوزيع التوزيع المعروف باسم توزيع ماكسويل-بولتزمان والذي يعطينا توزيع سرعات الجسيمات والذي توصل إليه ماكسويل من قبل عام 1859.
والاختلاف بين التوزيعين أن توزيع بولتزمان أكثر عموميا، فيمكن به- علي سبيل المثال - حساب تغير كثافة الجسيمات بتأثير الجاذبية الأرضية بالارتفاع عن سطح الأرض، أي عندما تكون :
{\displaystyle E_{i}={\begin{matrix}{\frac {1}{2}}\end{matrix}}mv^{2}+mgh}
كما يمكن صياغة توزيع ماكسويل-بولتزمان بطريقة تفاضلية عندما تمثل g(E) dE عدد حالات الطاقة الموجودة في حيز للطاقة بين E to E + dE، فيعطينا توزيع بولتزمان احتمالا لتوزيع الطاقة بالعلاقة.
{\displaystyle p(E)\,dE={g(E)e^{-\beta E} \over {\int g(E')e^{-\beta E'}}\,dE'}\,dE.}
في هده الحالة تسمى (g(E كثافة الحالات عندما يكون طيف الطاقة مستمر. ويقال عن الجسيمات التي لها مثل هذا التوزيع للطاقة بأنها تتبع إحصاء ماكسويل-بولتزمان.

## اقرأ أيضا
- توزيع ماكسويل
- احصاء ماكسويل-بولتزمان
- احصاء بوز-اينشتاين
- قانون فين للإزاحة